# Allotrichoma abdominale
Allotrichoma abdominale är en tvåvingeart som först beskrevs av Samuel Wendell Williston  1896.  Allotrichoma abdominale ingår i släktet Allotrichoma och familjen vattenflugor. Inga underarter finns listade i Catalogue of Life.